# Gesloten verharding
Een gesloten verharding is in de wegenaanleg een soort wegdek dat, anders dan bij elementenverharding, is opgebouwd uit materiaal dat na het aanbrengen een solide geheel vormt, en waarin geen losse onderdelen meer te onderscheiden zijn. Gesloten verhardingen zijn bijvoorbeeld gemaakt van asfalt of beton. De keuze voor een gesloten verharding hangt onder andere af van de vereiste draagkracht in relatie tot de ondergrond, vlakheid en gebruikscomfort.